# Batalla de Mir
La Batalla de Mir tuvo lugar el 9 y 10 de julio de 1812 durante la Invasión napoleónica de Rusia de Napoleón. Tres divisiones de lanceros polacos lucharon contra la caballería rusa, y terminaron en la primera gran victoria rusa en la guerra.

## Batalla
El general ruso Matvei Platov tenía ocho Cosacos regimientos y dos baterías Don desplegadas al sur de la aldea de Mir, cuando una brigada de la Cuarta Caballería Ligera polaca atacó sus puestos avanzados, unos 100 hombres. Estos puestos de avanzada tenían la doble función de observación y vigilancia, y de incitar al enemigo a atacar; Se establecieron emboscadas de cien hombres cada uno más adelante en el camino a Mir, a ambos lados de este. Las fuerzas del general polaco Alexander Rosniecki se enfrentaron con la caballería rusa Alexander Vasilchikov, resultando en combate cuerpo a cuerpo con pérdidas bastante uniformes. Seguidos por Uhlans, barrieron el pueblo, atacando a la fuerza principal de Platov. Una tercera brigada polaca que intentaba unirse a la lucha fue rodeada y rota por los cosacos, después de lo cual toda la fuerza polaca cedió terreno, repelida con la ayuda de los húsares rusos. Después de la llegada de Vasilchikov Akhtyrka Húsares, Dragones, y otros refuerzos, la batalla se prolongó durante seis horas, cambiando a la aldea cercana de Simiakovo. Platov derrotó al enemigo allí y se trasladó a Mir, donde infligió más pérdidas al enemigo antes de retirarse tácticamente. Solo la brigada de Tyszkiewicz evitó una derrota completa, que cubrió la retirada polaca.

## Consecuencias
La ciudad de Mir y las ruinas del fuerte fueron utilizadas como cuartel general por Jérôme Bonaparte, hasta que decidió el 16 dejar el ejército, después de peleas con Vandamme, Davout y con su hermano mayor. Después de retirarse, el Castillo Mir fue destruido con pólvora.